# Elachista apicipunctella
Elachista apicipunctella là một loài bướm đêm thuộc họ Elachistidae. Nó được tìm thấy ở khắp châu Âu (except bán đảo Iberia và the Balkan Peninsula), phía đông into miền bắc Nga.
Sải cánh dài 10–11 mm. Con trưởng thành bay từ cuối tháng 4 đến tháng 7. Normally, there is one generation per year, although there might be a second generation in warmer areas.
Ấu trùng ăn Agrostis, Arrhenatherum elatius, Brachypodium sylvaticum, Calamagrostis arundinacea, Dactylis glomerata, Deschampsia cespitosa, Elymus caninus, Festuca altissima, Festuca gigantean, Glyceria lithuanica, Holcus mollis, Melica nutans, Milium effusum, Poa nemoralis và Poa remota.